# SG Union Sandersdorf
Die SG Union Sandersdorf ist ein Sportverein aus Sandersdorf-Brehna, einer Stadt im Landkreis Anhalt-Bitterfeld in Sachsen-Anhalt. Die Vereinsfarben sind grün-weiß-schwarz. Die Heimstätte des circa 1000 Mitglieder starken Vereins ist das „Sport- und Freizeitzentrum Sandersdorf“.

## Vereinsgeschichte
Der Verein wurde im Jahre 1911 unter dem Namen BC Union Sandersdorf gegründet. Nach der „Machtergreifung“ der Nationalsozialisten, im Jahr 1933, trat der SV Sandersdorf den Unionern bei. In den Jahren nach 1946 spielte man noch unter den Namen SG Sandersdorf bzw. BSG Werk Hermann Fahlke Sandersdorf, bis ab der Saison 1948/49, nun als BSG Aktivist Sandersdorf, erste Erfolge der Fußballabteilung gefeiert werden konnten. So gehörte die Mannschaft zu den Mitbegründern der neuen Landesklasse Sachsen-Anhalt Süd. Dies war die damals höchste Spielklasse in Sachsen-Anhalt. Nach Auflösung der Länder und Landesligen in der DDR spielte der Verein ab 1952 in der neuen Bezirksliga Halle. Ein weiterer sportpolitischer Eingriff im Jahre 1957 hatte zur Folge, dass die BSG Aktivist mit der BSG Chemie Wolfen „zwangsvereinigt“ wurde und die Sandersdorfer bis 1959 als BSG Chemie Wolfen II auftraten. Nach dem Abstieg aus der Bezirksliga 1957 spielte man, ab 1959 unter dem Namen BSG Chemie Sandersdorf, nicht mehr höher als in der Bezirksklasse. Im Zuge der politischen Wende von 1989 wandelte sich die BSG 1990 in den eingetragenen Verein SG Chemie Sandersdorf um, der sich ein Jahr später in Anlehnung an den 1911 gegründeten Verein in SG Union Sandersdorf umbenannte.
Im Jahr 1992 gelang den Fußballern der Aufstieg in die Bezirksliga und spätere Landesliga. 1997 gelang dann erstmals der Aufstieg in die damals fünftklassige Verbandsliga, der höchsten Liga des Bundeslandes Sachsen-Anhalt. Dort verweilte man für zwei Spielzeiten, bis der Verein 1999 wieder in die Landesliga abstieg. Nach zwei weiteren Spielzeiten, einem 4. Platz und dem Staffelsieg kehrte der Verein in die Verbandsliga zurück. Im Februar 2008 wurde die Zusammenarbeit zwischen dem seit 2001 als Trainer verpflichteten Michael Rehschuh und der SGU beendet. Rehschuh, bis dahin dienstältester Coach der Grün-Weiß-Schwarzen, wurde durch seinen bisherigen Co-Trainer, Ralf Streich, ersetzt. Ab dem 1. Juli 2008 war Olaf Schaller, in der Vorsaison Aufsteiger mit dem FC Grün-Weiß Wolfen, Trainer. Mit ihm kamen sechs weitere Spieler von Grün-Weiß. Nach Ablauf der Spielzeit belegten die Sandersdorfer den dritten Platz. In der Spielzeit 2010/11 erreichten die Unioner mit Rang zwei ihr bislang bestes Ergebnis. Zwei Jahre später gelang trotz Platz 2 der Aufstieg in die NOFV-Oberliga Süd, die fünfthöchste Spielklasse, da der Landesmeister Haldensleber SC auf sein Aufstiegsrecht verzichtete.
Neben Fußball bietet die Sportgemeinschaft derzeit die Sportarten Billard, Bowling, Cheerleading, Gymnastik, Karate, Kegeln, Leichtathletik, Schach, Tischtennis, Turnen und Volleyball an.

## Stadion
Das Stadion wurde 1954 unter dem Namen „Glückauf-Kampfbahn Hermann Fahlke“ eröffnet und trägt heute den Namen „Sport- und Freizeitzentrum“. Seit 2002 verfügt es über eine überdachte Tribüne mit 280 Sitz- und 500 Stehplätzen, eine Anzeigetafel und eine moderne Flutlichtanlage. Im Jahr 2007 wurde der Kunstrasenplatz direkt neben dem Stadion erneuert. Er ist ebenfalls voll durch Flutlicht ausleuchtbar. 2012 entstand ein zweiter Kunstrasen in der Bitterfelder Straße. Neben der Bundeskegelbahn, einer Freizeit-Bowlingbahn und dem Billard-Center des Vereins stehen den Aktiven des Mehrspartenvereins eine Mehrzweck-Sporthalle (300 Sitzplätze) und eine Ballsporthalle (950 Sitzplätze) zur Verfügung. Den Sportpark betreuen drei voneinander unabhängige Sport- bzw. Speisegaststätten (Sportlerheim, Kegelbahn, Ballsporthalle).

## Sektion Fußball

### Nachwuchs
Die SG Union Sandersdorf und die SG Rot-Weiß Thalheim haben einen gemeinsamen Jugendförderverein gegründet und nehmen von den D- bis zu den A-Junioren als JFV Sandersdorf/Thalheim am Spielbetrieb teil. Die A-, B- und C-Junioren gehören jeweils der Verbandsliga Sachsen-Anhalt ihrer Altersgruppe an.

### Platzierungen ab 1995
| Saison    | Liga                         | Platz | Spiele | Tore | Punkte |
| --------- | ---------------------------- | ----- | ------ | ---- | ------ |
| 1995/96   | Landesliga Süd               | 02.   | –      | –    | –      |
| 1996/97   | Landesliga Süd               | 01.   | –      | –    | –      |
| 1997/98   | Verbandsliga Sachsen-Anhalt  | 09.   | –      | –    | –      |
| 1998/99   | Verbandsliga Sachsen-Anhalt  | 17.   | –      | –    | –      |
| 1999/2000 | Landesliga Mitte             | 04.   | –      | –    | –      |
| 2000/01   | Landesliga Mitte             | 01.   | –      | –    | –      |
| 2001/02   | Verbandsliga Sachsen-Anhalt  | 14.   | 34     | 49   | 41     |
| 2002/03   | Verbandsliga Sachsen-Anhalt  | 08.   | 32     | 45   | 50     |
| 2003/04   | Verbandsliga Sachsen-Anhalt  | 06.   | 32     | 39   | 45     |
| 2004/05   | Verbandsliga Sachsen-Anhalt  | 11.   | 30     | 26   | 35     |
| 2005/06   | Verbandsliga Sachsen-Anhalt  | 04.   | 30     | 48   | 49     |
| 2006/07   | Verbandsliga Sachsen-Anhalt  | 08.   | 32     | 41   | 44     |
| 2007/08   | Verbandsliga Sachsen-Anhalt  | 14.   | 32     | 32   | 34     |
| 2008/09   | Verbandsliga Sachsen-Anhalt  | 03.   | 28     | 46   | 53     |
| 2009/10   | Verbandsliga Sachsen-Anhalt  | 06.   | 32     | 60   | 53     |
| 2010/11   | Verbandsliga Sachsen-Anhalt  | 02.   | 30     | 63   | 63     |
| 2011/12   | Verbandsliga Sachsen-Anhalt  | 03.   | 28     | 60   | 55     |
| 2012/13   | Verbandsliga Sachsen-Anhalt  | 02.   | 28     | 75   | 63     |
| 2013/14   | Oberliga Nordost Staffel Süd | 08.   | 30     | 43   | 45     |
| 2014/15   | Oberliga Nordost Staffel Süd | 13.   | 30     | 37   | 30     |
| 2015/16   | Oberliga Nordost Staffel Süd | 07.   | 30     | 48   | 43     |
| 2016/17   | Oberliga Nordost Staffel Süd | 11.   | 30     | 42   | 33     |
| 2017/18   | Oberliga Nordost Staffel Süd | 10.   | 30     | 54   | 36     |
| 2018/19   | Oberliga Nordost Staffel Süd | 13.   | 30     | 33   | 31     |
| 2019/20   | Oberliga Nordost Staffel Süd | 08.   | 17     | 28   | 23     |
| 2020/21   | Oberliga Nordost Staffel Süd | 05.   | 10     | 16   | 01,8   |
| 2021/22   | Oberliga Nordost Staffel Süd | 07.   | 30     | 48   | 01,53  |
| 2022/23   | Oberliga Nordost Staffel Süd | 08.   | 34     | 37   | 49     |